# Municipio de Cass (condado de Jones)
El municipio de Cass (en inglés: Cass Township) es un municipio ubicado en el condado de Jones en el estado estadounidense de Iowa. En el año 2010 tenía una población de 660 habitantes y una densidad poblacional de 7,09 personas por km².

## Geografía
El municipio de Cass se encuentra ubicado en las coordenadas 42°9′56″N 91°18′22″O / 42.16556, -91.30611. Según la Oficina del Censo de los Estados Unidos, el municipio tiene una superficie total de 93.07 km², de la cual 93,07 km² corresponden a tierra firme y (0 %) 0 km² es agua.

## Demografía
Según el censo de 2010, había 660 personas residiendo en el municipio de Cass. La densidad de población era de 7,09 hab./km². De los 660 habitantes, el municipio de Cass estaba compuesto por el 98,48 % blancos, el 0,91 % eran afroamericanos, el 0,15 % eran amerindios, el 0,15 % eran asiáticos y el 0,3 % eran de una mezcla de razas. Del total de la población el 0,76 % eran hispanos o latinos de cualquier raza.